# Świnice (województwo łódzkie)
Świnice – wieś w Polsce położona w województwie łódzkim, w powiecie rawskim, w gminie Rawa Mazowiecka.
W latach 1975–1998 miejscowość położona była w województwie skierniewickim.